# Cernache
Ne doit pas être confondu avec Cernache do Bonjardim.
Cernache est une paroisse civile portugaise (en portugais : freguesia) de la municipalité de Coimbra dans le district du même nom.

## Géographie
Située au sud de Coimbra, la paroisse de Cernache est limitrophe de la municipalité de Condeixa-a-Nova.

## Démographie
Lors du recensement de 2021, Cernache compte 3 962 habitants.